# Georgia Ann Robinson
Georgia Ann Robinson (née Hill le 12 mai 1879 et morte le 21 septembre 1961) est une officier de police américaine et une travailleuse communautaire qui est la première femme afro-américaine à être nommée officier de police au Los Angeles Police Department (LAPD). Elle est également la première femme afro-américaine assermentée dans la police des États-Unis.  
Elle rejoint les forces de police en tant que volontaire, en 1916, après avoir été active dans les évènements communautaires, notamment dans sa branche locale de la NAACP. Elle est nommée officier en 1919. Elle travaille sur des affaires de mineurs et d'homicides, notamment en orientant les femmes et les jeunes filles vers des organismes sociaux. Elle fonde le refuge Sojourner Truth Home pour les femmes et les jeunes filles. Sa carrière de policier s'achève lorsqu'elle perd définitivement la vue après avoir été blessée par un prisonnier. Georgia Ann Robinson poursuit son activisme communautaire, notamment lors de la campagne de déségrégation des écoles et des plages. Elle est mariée à Morgan Robinson et a une fille, Marian. Elle meurt à Los Angeles, à l'âge de 82 ans. 

## Jeunesse et militantisme
Georgia Ann Hill naît à Opelousas, en Louisiane, le 12 mai 1879. Elle est élevée d'abord par une sœur aînée, puis dans un couvent. Elle déménage au Kansas à 18 ans, où elle travaille comme gouvernante. Elle y épouse Morgan Robinson et le couple, avec leur fille Marian, déménage au Colorado, puis à Los Angeles.
Elle est une suffragette active alors qu'elle est une jeune femme au Colorado et est une organisatrice clé puis elle devient trésorière de la National Association for the Advancement of Colored People (NAACP) de Los Angeles.

## Carrière et activisme communautaire
En 1916, alors que le service de police de Los Angeles (LAPD) est confronté à une pénurie d'officiers, après que beaucoup se soient enrôlés pour combattre pendant la Première Guerre mondiale, Georgia Ann Robinson est recrutée, quitte son travail communautaire et rejoint le LAPD en tant que volontaire,. Elle est nommée au poste d'officier de police en 1919 ; elle est la première Afro-Américaine du LAPD mais aussi la première aux États-Unis,,,. La nomination de Robinson est considérée comme un point de repère pour une deuxième raison, « sa fonction, qui consistait à orienter les jeunes femmes noires vers des organismes sociaux plutôt que de les arrêter, a été l'une des premières tentatives du LAPD à fournir des services à la communauté noire et dissiper l'idée que les Afro-Américains étaient naturellement prédisposés au crime ».
Georgia Ann Robinson travaille sur des affaires de mineurs et d'homicides. Elle fonde ensuite un refuge pour les femmes et les jeunes filles appelé Sojourner Truth Home.
Sa carrière policière est interrompue en 1928, lorsqu'un prisonnier lui cogne la tête contre les barreaux de la prison, lui causant une blessure à la tête si grave qu'elle  perd définitivement la vue.
Elle poursuit son travail communautaire et son activisme, en soutenant le refuge, en continuant à s'impliquer dans la NAACP et en faisant campagne pour la déségrégation des écoles et des plages.

## Vie privée
On dit[Qui ?] de Georgia Ann Robinson qu'elle a souvent ramené des femmes et des enfants défavorisés à la maison pour le dîner. Elle meurt à Los Angeles le 21 septembre 1961.